# 同志社大學

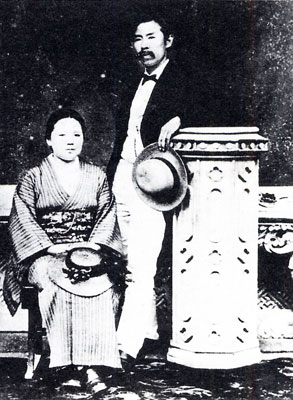
新島襄及妻八重

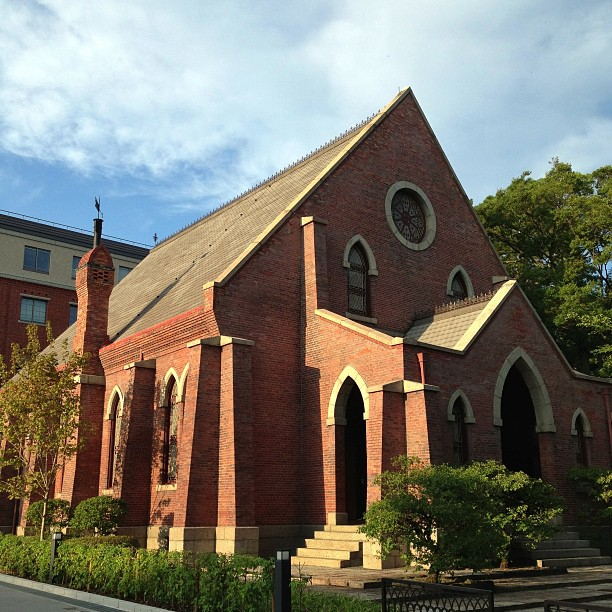
今出川校區禮拜堂（重要文化財）

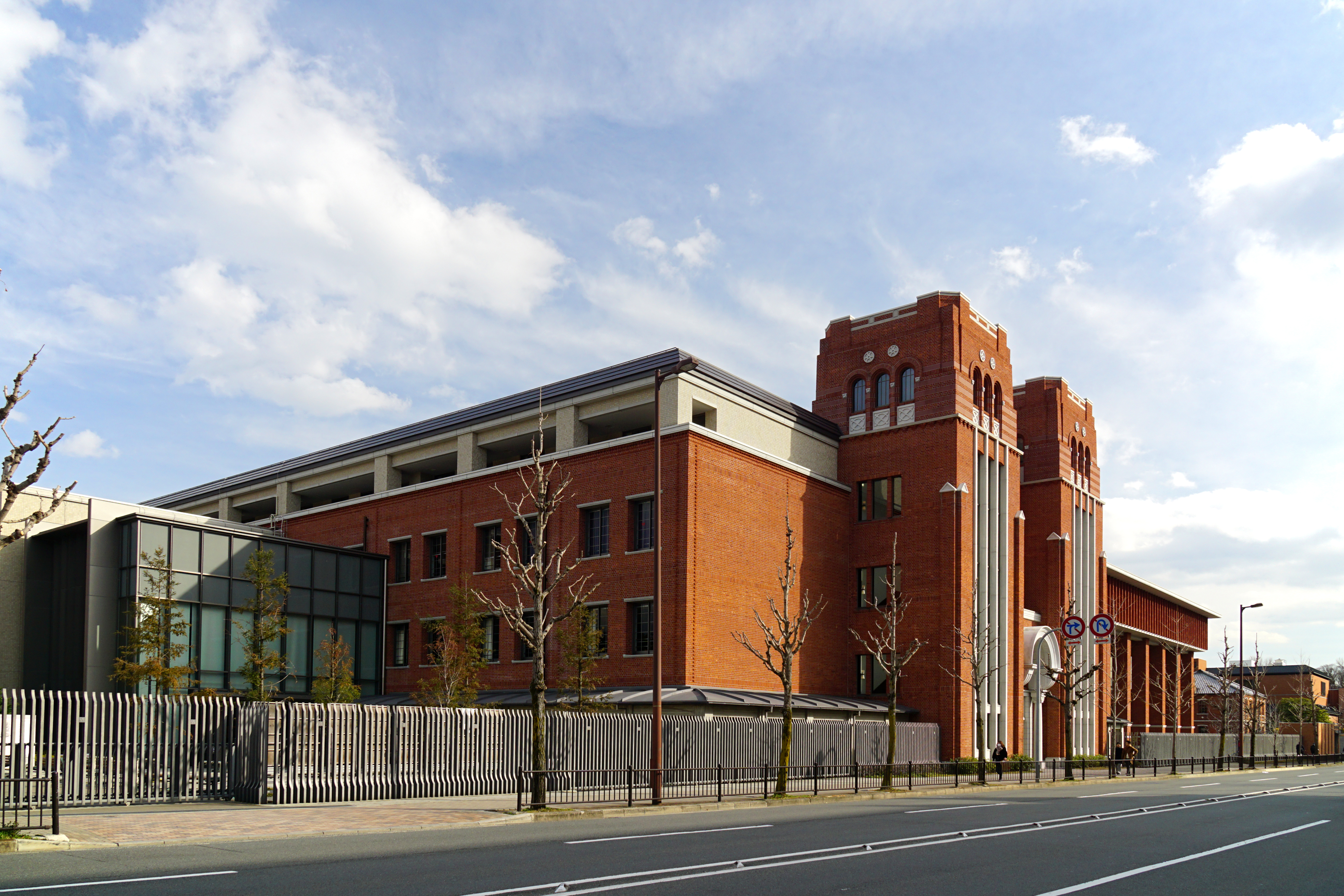
今出川校地・良心館

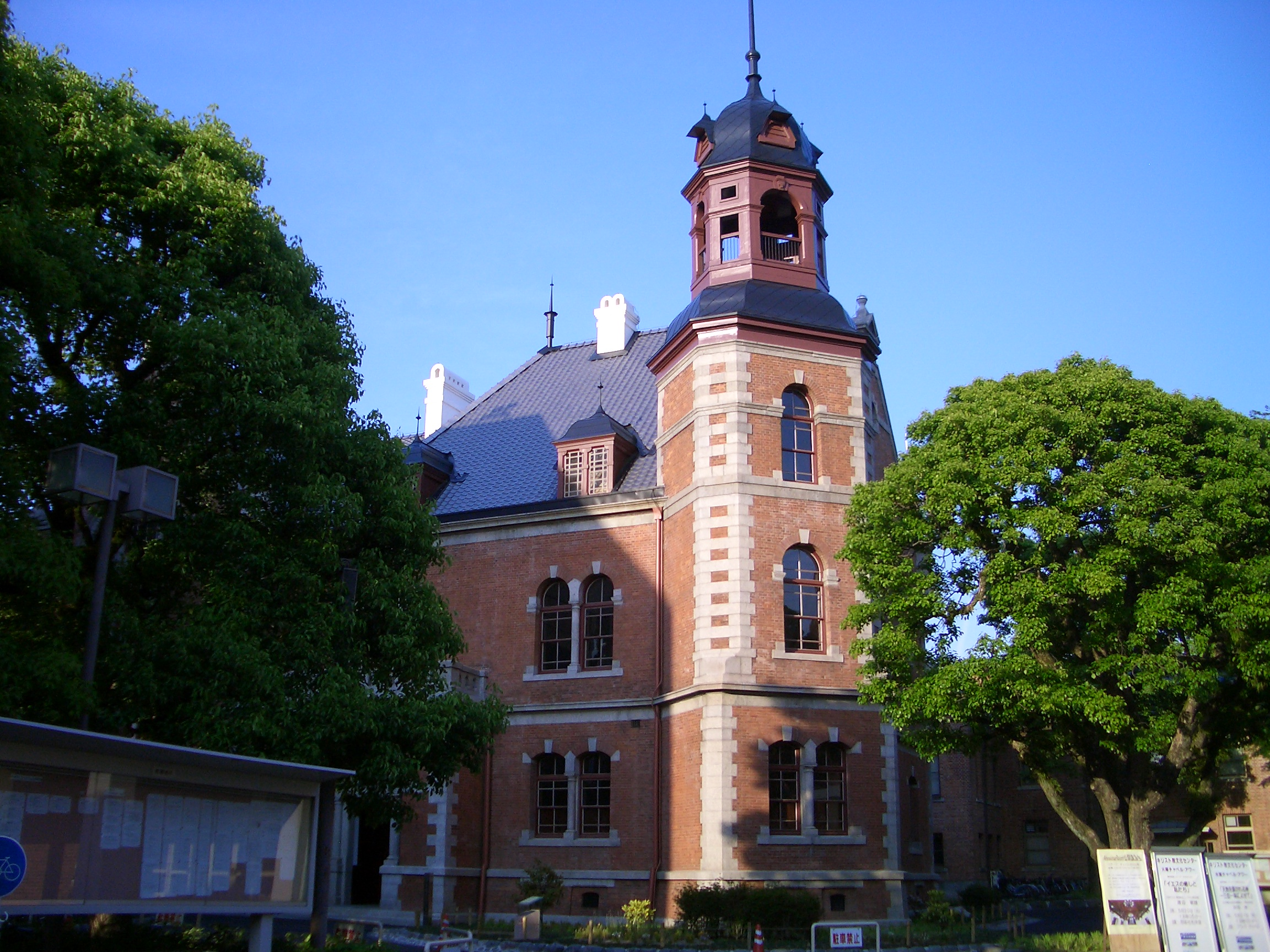
今出川校地・克拉克紀念館

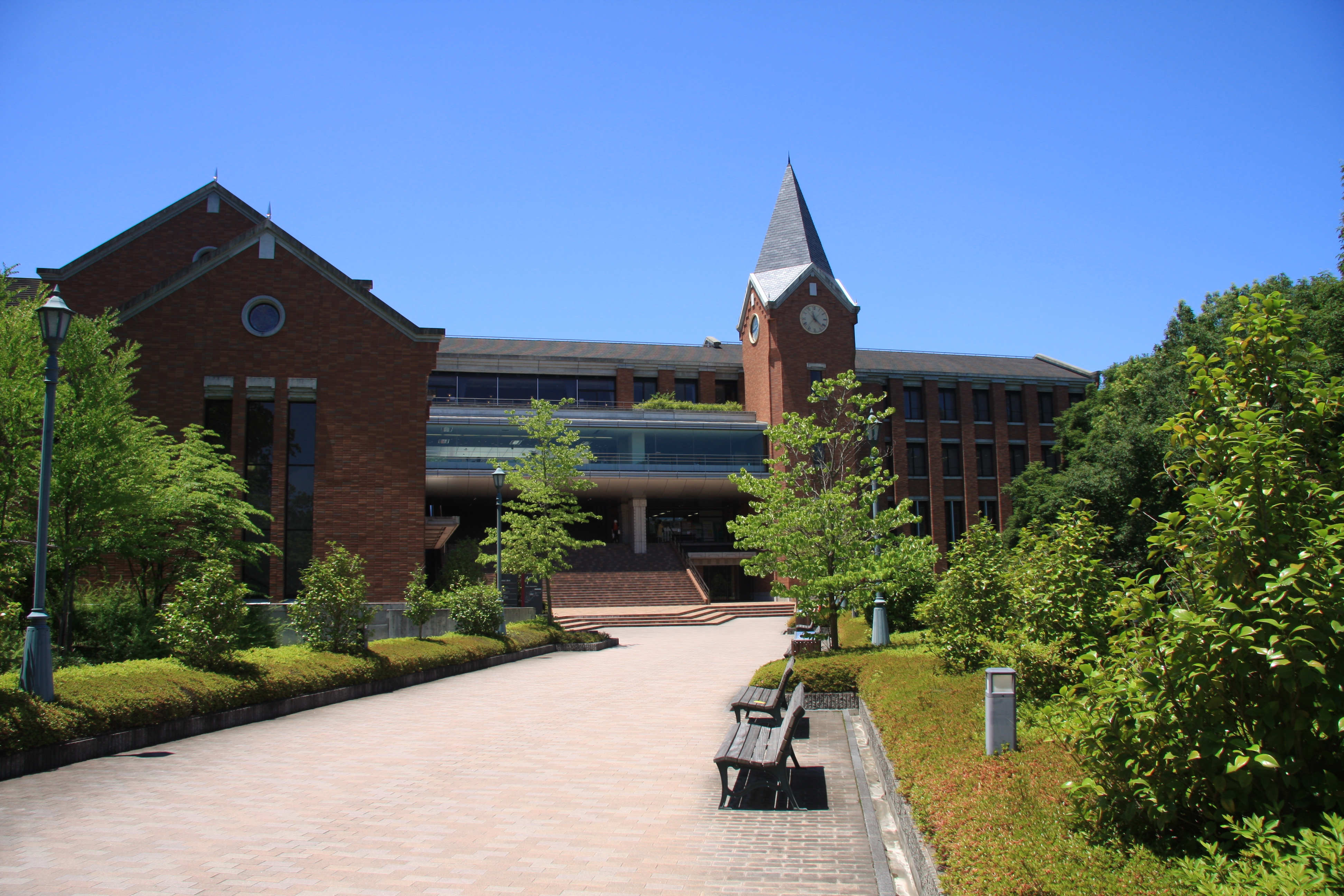
同志社女子大學・京田邊校地

同志社大學（日语：／ Dōshisha daigaku */?）是位於日本京都的私立大學，簡稱同大、同志社，於1920年根據《大學令》改制而設立。是日本近畿地區著名大學群「關關同立」成員校之一。前身為1875年由明治六大教育家之一的新島襄所創立的「同志社英學校」。校名「同志社」的意思為「相同志向的人聚集一起而創立的結社」。做為基督教新教系統的學校，同志社大學跟從公理會的潮流，但非為了傳教而成立的宣教型大學，而是屬於以基督信仰為辦學宗旨的基督教主義學校，以基督教主義、自由主義、國際主義為3大辦學理念，培養學生成為「一國之良心」。
同志社大學設有14個學部（學院）和16個大學院（研究所），包括以廣泛的修養為目的的文科領域和新開展的商貿及科學領域。同志社大學也是日本國內少數設有神學院的學校。學校擁有兩大校地，分別為京都市上京區的今出川校地（包含今出川、新町、烏丸、室町等校區）、以及京田邊市的田邊市校地（包含京田邊、學研都市、多多羅等校區），其中前者尤以其紅磚建築和清幽的校園環境而著名。今出川校區內建有同志社禮拜堂，是日本現存歷史最久的新教教堂之一。

## 歷史沿革

### 創辦人新島襄
同志社創辦人新島襄是第一位取得歐美高等教育學位的日本人。為了實現接受西方教育的夢想，他於21歲時偷渡到美國，並於菲利普斯學院學習。當時，日本人到海外是違法的。若萬一被捕，將要付出喪命的代價。新島襄回到日本時，已經堅信了基於西方理想及基督教的論理教義，並意識到設立高等教育機構的必要性，並創辦了同志社英學校。

### 同志社英學校時期
- 1875年，新島襄在京都寺町通開辦官許的同志社英學校（日语：同志社英学校），臨時校舍中只有2名老師、8名學生。
- 1876年，校舍遷往現在的今出川校地（日语：同志社大学今出川キャンパス）（舊薩摩藩邸蹟），同時併設余科。這個時候，熊本結盟（日语：熊本バンド）的35人入學。
- 1882年，開設同志社神學校。
- 1887年，作為醫學校（醫學院）構想的一個部份，創立了同志社醫院・京都看病婦學校（日语：京都看病婦学校）。同時開設同志社預備校。
- 1888年，合併同志社英學校和同志社預備校為同志社學院（預備學部、普通學部、神學部）。在報紙雜誌發表「同志社大學設立意旨（日语：同志社大学設立の旨意）」。
- 1889年，改稱同志社學院為同志社預備學校、同志社普通學校、同志社神學校。
- 1890年，新島襄永眠。9月開辦波理須理化學校（日语：波理須理化学校）（現在的理工学部）。
- 1891年，開辦同志社政法學校（日语：同志社政法学校），設立政治學科（現在的法學部）和理財學科（現在的經濟學部）。
- 1892年，波理須理化學校改稱波理須理科學校。
- 1893年，同志社徽章設計完成。
- 1896年，同志社普通學校改稱為同志社高等普通學校。
- 1897年，同志社高等普通學校、同志社政法學校、波理須理科學校改制為同志社高等學部文科學校、同志社高等學部政法學校、同志社高等學部波理須理科學校。
- 1901年，設置同志社女學校專門學部。
- 1904年，根據《專門學校令（日语：専門学校令）》，合併同志社神學校、同志社高等學部文科學校和同志社高等學部波理須理科學校，並設置同志社專門學校。同志社高等學部政法學校廢止。
- 1908年，同志社校歌編訂。
- 1912年，同志社專門學校、同志社神學校廢止。根據專門學校令，開辦同志社大學（神學部、政治經濟部、英文科）。
- 1919年，改稱英文科為文學部、政治經濟部為法學部。
- 1920年，根據《大學令（日语：大学令）》，成為關西地區首間昇格的大學。開設同志社大學文學部（神學科、英文學科）、法學部（政治學科、經濟學科）、大學院、預科。

### 同志社大學時期

#### 二次大戰前及戰時
- 1922年，根據《専門學校令》重組同志社專門學校，設置神學部、英語師範部、高等商業部、政治經濟部。
- 1923年，增設法學部法律學科。同志社大學接受同志社女子專門學校的女子学生入學。
- 1926年，文學部神學科設置神學專攻、倫理學專攻。
- 1927年，增設文學部哲學科。
- 1930年，同志社專門學校高等商業部廢止、設置同志社高等商業學校（日语：同志社高等商業学校）。
- 1937年，海倫·凱勒到訪同志社大學演講。專門學校神學部廢止。
- 1940年，文學部哲學科倫理及教育學主修分割為倫理學、教育學主修。
- 1941年，重組文學部（神學科、英文學科、哲學科）為神學科（神學主修）、文化學科（哲學倫理學、心理學、英語英文學、文藝學、厚生學主修）。
- 1944年，設置同志社大學研究所（現在的人文科學研究所）。神・厚生・法經3個學科縮小法文學部1個學部。開辦同志社工業專門學校，設立電氣通信科、機械科、化學工業科。統合同志社專門學校高等英語部と法律經濟部為同志社外事專門學校。同志社高等商業學校改稱為同志社經濟專門學校。

#### 二次大戰後
- 1946年，恢復原有的2個學部。厚生學科改組為文學部社會學科。
- 1947年，文學部神學科改組為神學部。
- 1948年，新制大學開校、開設4個學部（神學部、文學部、法學部、經濟學部）。
- 1949年，開設商學部、工學部、變成6學部体制。開始日本首個大學點字入試。學友會發足。
- 1950年，開設研究院修士課程及神・文・法・經済・商各個研究科。開設短期大學部（夜間2年制、英語・商・經・工各個學科）。
- 1951年，大學教養學部（一般教育課程）廢止。
- 1952年，同志社各專門學校（經專・工專・外專）廢止。
- 1953年，設置研究院博士課程。
- 1955年，開設工學研究科修士課程。
- 1957年，同志社大學研究所改稱為同志社大學人文科學研究所。
- 1958年，開設美國研究所。
- 1959年，開設理工學研究所。
- 1974年，新町別館開館。
- 1976年，設置歐盟資料中心。
- 1986年，田邊校地（現在的京田邊校地（日语：同志社大学京田辺キャンパス））開校。開設文學研究科社會福祉學主修博士課程（後期）、國文學主修博士課程（後期）。
- 1988年，開設文學研究科美學及藝術學主修修士課程。
- 1991年，作為第一個研究院獨立研究科、開設美國研究科。學術情報中心発足。
- 1993年，言語文化教育研究中心開設。宗教中心改稱為基督教文化中心。開設文學研究科教育學主修修士課程、文學研究科社會學主修修士課程、美國研究科美國研究主修博士課程（後期）。
- 1994年，開設工學部知識工學科、機能分子工學科、物質化學工學科。改組機械工學科為機械系統工學科、機械工學第二學科為能源機械工学科。工學部及工學研究科、理工學研究所轉移至田邊校地。同志社大學政法會設立。
- 1995年，作為研究院獨立研究科，開設綜合政策科學研究科。
- 1996年，在商學研究科專業專修中，開設「新興企業計劃」。另外，在經濟學研究科應用經濟學主修中，開設「高度專職業專修」。開設文學研究科美學及藝術學主修的博士課程（後期）。
- 1997年，開設文學研究科社會學主修及綜合政策科學研究科綜合政策科學主修的博士課程（後期）。實施日夜開講制度。
- 1998年，開設文學研究科新聞學主修的博士課程（後期）。工學研究科開設知識工學主修修士課程、及數理環境科學主修修士課程。實施前後學期制。與中央理工學院聯合體（法國國立理工科學學院）合作的雙學位制度開始。
- 1999年，設置留學生別科。

#### 21世紀
- 2000年，開設工學研究科知識工學主修的博士課程（後期）。與同志社女子大學通過學生證的圖書館相互利用（借閱）開始。
- 2001年，開設文學研究科教育學主修的博士課程（後期）。
- 2003年，開設文學研究科産業關係學主修修士課程。同志社羅姆紀念館計劃開始。學友会解散。
- 2004年，開設政策學部、專業研究院（司法研究科、商務研究科）。工學部增設2個學科。學生部改名學生支援中心。GPA制度導入。
- 2005年，改組文學部社會學科為社會學部。開設文化情報學部及防老化研究中心。與京田邊市簽訂包括協定。加盟京都・宗教系研究院聯盟。
- 2006年，改組工學部知識工學科為智能情報工學科。導入外語榮譽（外語科目成績優秀者表彰制度）導入。專題研習科目導入。開放式課程網頁開設。與米蘭大学簽訂學術交流協定及學生交換協定。與神戸親和女子大學的通信教育部發達教育學部兒童教育學科（初等教育學專修）（男女共學）提携計劃「小學教諭免許狀（一種）取得計劃」開始。史丹福日本中心設置。D-egg（育成施設）完成。作為附屬小學的同志社小學開立。
- 2007年，防老化檢查開設。
- 2008年，改組工學部為理工學部並改組2個學科及新增1個學科。開設生命醫學科學學部（3學科）、運動健康科學部（1學科）、研究院生命醫學科學研究科。在學研都市校園開設嬰兒學研究中心。
- 2009年，研究院綜合政策科學研究科開設一貫制博士課程技術・革新經營主修。在文學部心理學科及文學研究科心理學主修的重組，開設心理學部・心理學研究科，並遷往京田邊校地。[2]。研究院商務研究科開設環球MBA專修。神學部、社會學部統合至今出川校地[3]。買入已閉館暖水泳池設施、舊「Regina京都」，改稱繼志館，並開放設施予一般公眾。
- 2010年，研究院運動健康科學研究科・研究院國際交流研究科開設。研究院美國研究科招生停止。研究院商務研究科開設中小企經營專修。隣接的同志社中學遷移至岩倉校地，為今出川校園的擴張作準備。
- 2011年，在京田邊校地開設國際交流學院國際交流學科（英文、中文、日文3個專修制）。設置國際教育研究所。大學附屬同志社國際學院（初等部・國際部）設立。
- 2012年，開設研究院腦科學研究科。研究院工學研究科改名為研究院理工學研究科。

### 未來計劃
- 2013年，文學部・法學部・經濟學部・商學部統合至今出川校地，並會在今出川校地開設以培養國際視野及地域理解能力為目標的國際地域文化學部（暫名）（仮称）。位於今出川校地的「烏丸校園」（京都市産業技術研究所纖維技術中心蹟地）開設[4]。

## 象徵

### 徽章
同志社大學的徽章是以3個相靠的正三角形、意味着國或土的亞述文字「matu」圖案化而成的。徽章也可解釋為知・德・體的三位一體或體現邁向調和這個同志社的教育理念。設計者為湯淺半月。

### 人物
Ben-K

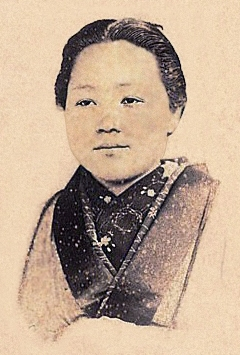
新島八重

Ben-K（讀作Ben-Kei）是在2009年制作。它是作為創辦者新島襄誕生165周年紀念、參考新島所飼養的獵犬米格魯獵兔犬「辨慶號」製作而成，並為它添加新島襄的鬍鬚和西裝。另外，它也包含了米格魯獵兔犬堅強意志、任何事都勇敢挑戰、希望學生實踐「養成尊重自由・自治的精神」這個辦學精神的祈願。
八重小姐
2011年11月，因為新島襄的妻子新島八重成為2013年NHK大河劇八重之櫻的主角，所以「八重小姐」這個象徵誕生。「八重小組」身穿校色藍紫色的西裝、戴着有校章及八重櫻花的帽子。名稱緣自新島襄稱呼夫人為「八重小姐」。

### 校色
靛色（實為藍紫色、古代紫與江戸紫的中間色）與白色2種顏色。與創辦者新島襄的母校、菲利普斯學院的校色相同。

### 校歌
- Doshisha College Song（威廉．梅雷爾．瓦歷斯（日语：ウィリアム・メレル・ヴォーリズ）（W.M.Vories）作詞・威廉．梅雷爾．瓦歷斯（英语：Karl Wilhelm (conductor)）（Carl Wilhelm）作曲）
  - 以德國軍歌（或是愛國歌）的「Die Wacht am Rhein（守望萊茵）」為基礎、威廉．梅雷爾．瓦歷斯作詞而成。當時很多傳教士的出身校耶魯大学的校歌也是使用這個旋律。在卡啦OK也有收錄這首歌。

- 同志社大學歌（北原白秋作詞[6]・山田耕筰作曲）

- - 收錄於同志社大學每年派發於新入學學生的校歌集（CD）。直至2004年度為止由大學合唱團在無伴奏下以男聲合唱收錄。2005年度起改用混聲5人以無伴奏合唱和節奏口技的形式收錄，另外也有同志社交響樂團的管弦樂團版本。編曲、歌唱是大學的無伴奏合唱愛好會「One Voices」所負責。在野球應援等等由應援團合唱的場合、會有配合歌曲的揮臂動作。
    1. 蒼空に近く　神を思う瞳
挙(こぞ)れり同志社　一(いつ)の精神
伝えよ我が鐘　ひびけ高く
栄光新に　梢とそよがん
※樹(う)えよ人を　耀け自由
我等　我等　地(つち)に生きん
    2. 日を月を長く　神に出づる真(まこと)
為すあり同志社　国の良心
活かせよ力に　立てよ我と
校祖の教化は　息吹(いぶき)と薫(かお)れり
※繰り返し
    3. この道は篤(あつ)く　神と通う智徳
幸(さち)あり同志社　三つ葉のクローバー
治めよ自ら　矜(ほこ)れ私学
京都の山河は 清(さや)かに守らん
※繰り返し

### 應援歌
- Doshisha Cheer
比起應援歌，說作應援拍子更為合適。在運動比賽打氣的時候、除了在校歌合唱與吶喊之間必定使用外，運動比賽打氣以外的活動也經常使用。在1903年由朗伯德（Frank A.Lombard）教授所創作的。

One, two, three,
Who are we?
La, la, la, Doshisha!
One, two, three,
Who are we?
La, la, la, Doshisha!
One, two, three,
Who are we?
La, la, la, Doshisha!
另外還有五首應援歌
- 第一應援歌 Doshisha Heroes（同志社英雄）
  - 日語表記為「同志社ヒロス」，並漸漸省略為「ヒロス」。為5首應援歌中最常被使用。與校歌同樣是以英語唱出。因為是短曲，所以會根據狀況而重唱數次。
- 第二應援歌 戦いの野に（戰場上）
- 第三應援歌 同志社アトム（同志社阿童木）
  - 吉祥物歌曲。小飛俠阿童木主題曲的改編歌
- 第四應援歌 レッツゴー同志社（出發同志社）
  - 今出川校地的綠草和富有歷史性的校舎都被寫入歌詞內。
- 第五應援歌 若草萌えて（嫩草發芽吧）
  - 現在では第一応援歌のDoshisha Heroesの次に歌われる機会が多い。

## 教育與研究

### 辦學精神
同志社的辦學精神是基於基督教的「良心」，並以「努力追求、共同分享最高知識」為校訓。
另外，作為辦學宗旨，創辦人新島襄提出「塑造有良心地運用才能的人」的育成方針。為了不偏重知識教育，同志社大學並行以基督教為基礎的「德育」教育，並希望「渾身充滿正義感（良心）」的人輩出。在今出川和京田邊兩個校地的正面入口都可以找到刻有以新島襄筆跡寫下這個想法的紀念碑。這個良心碑刻着「良心之全身ニ充満シタル丈夫ノ起リ来ラン事ヲ（期待全身充滿良心的青年會出現）」。為了具體實現這種「良心」教育的教育理念，同志社大學提倡基督教主義、自由主義、國際主義，以向世界輸出擁有「一國之良心」的人物為目標。

### 組織

#### 學部
- 神學部
現在，同志社大學神學部並不是以培育特定教派的牧師為目標，而是一個以一神論為中心、提供各個廣泛教派學習的學部。並不限於基督教的神學，同時設置猶太教、伊斯蘭教相關科目是同志社大學神學部的特徵。畢業後的出路也是與其他學部差不多，前往一般企業就識。以往1、2年級學生在京田邊校地學習，3、4年級學生在今出川校地學習。2009年度起全部學生統合至今出川校地上課。

- 神學科

- 文學部
原來的文學部設有英文學科、文化學科及社會學科，但是從2005年度起，隨着社會學科改組為社會學部，文化學科的各個主修也昇格改為學科。現在1、2年級學生在京田邊校地學習，3、4年級學生在今出川校地學習。學校計劃2013年度起全部學生統合至今出川校地上課。

- 英文學科
- 哲學科
- 美學藝術學科
- 文化史學科
- 國文學科

第2部文化學科國文學主修1於2003年3月廢止。
- 心理學部
由2009年度起文學部心理學科改組為心理學部[8]同時，包括以往在今出川校地上課的3、4年級學生，全部學年學生統合至京田邊校地上課。

- 心理學科

- 社會學部
現在的社會學部的前身為1941年4月設立的文學部文化學科厚生學主修。1944年10月改組為法文學部厚生學科，直至戰後1946年文學部社會學科創立。之後，2005年改組為社會學部。以往1、2年級學生在京田邊校地學習，3、4年級學生在今出川校地學習。2009年度起全部學生統合至今出川校地上課。

- 社會學科
- 社會福祉學科

1931年，作為專上大學程度首個社會事業學主修設立。
- 媒體‧新聞‧傳播學科

1948年，隨着新制大學開校，開設文學部社會學科新聞學主修。2004年4月，改名為媒體‧新聞‧傳播學科，2005年改組為社會學部媒體‧新聞‧傳播學科。
- 産業關係學科

前身為1965年設置的產業關係學主修。產業關係學科是一個涉及社會學、經濟學、法學、醫學等等的學術範疇，以不同學科的視野學習有關「工作」的課程。直至2012年度現在，使用產業關係這個名字的學科，同志社大學產業關係學科是日本唯一一個。
- 教育文化學科

社會學部成立以前，教育文化學科是以文化學科教育學主修的形式設置，是社會學部內唯一隸屬於不同學科的。教育文化學科並不是以培養教員為目的，而是視教育作為一門學問的學科。
- 法學部
現在的法學部前身為1891年開設的同志社政法學校的政治科。隨着1904年專門學校令的實施，包括同志社政法學校的各專門學校廢校，由同志社專門學校取代。1912年，同志社大學根據專門學校令開校，並設立政治經濟學部。至1920年根據大學令開校的同志社大學，法學部政治學科正式成立。而1922年根據專門學校令開校的同志社專門學校，也設置政治經濟部。
1944年，同志社專門學校高等英語部與法律經濟部統合為同志社外事專門學校。同年，再根據大學令改編的同志社大學，則改為設立法文學部經濟學科。2年後的1946年則再改回原本的學部結構，設有法學部政治學科、法律學科。1948年，作為新制大學，繼續設有法學部。至1949年，同志社外事專門學校合併至同志社大學，1952年專門學校廢止，同志社政治、法律的學習被結集在一起。
現在1、2年級學生在京田邊校地上課，3、4年級學生在今出川校地上課，但計劃2013年度開始全學年統合至今出川校地。研修在法學部並不是必修科目，而第2部已於2004年3月廢止，專修制則於2005年4月廢止。

- 法律學科
- 政治學科

- 經濟學部
現在的經濟學部前身為1891年開設的同志社政法學校的理財科。隨着1904年專門學校令的實施，包括同志社政法學校的各專門學校廢校，由同志社專門學校取代。1912年，同志社大學根據專門學校令開校，並設立政治經濟學部。1919年政治經濟學部更名為法學部。至1920年根據大學令開校的同志社大學，法學部經濟學科正式成立。而1922年根據專門學校令開校的同志社專門學校，也設置政治經濟部。
1944年，同志社專門學校高等英語部與法律經濟部統合為同志社外事專門學校。同年，再根據大學令改編的同志社大學，則改為設立法文學部經濟學科。2年後的1946年則再改回原本的學部結構，設回法學部經濟學科。1948年，作為新制大學，設立經濟學部。至1949年，同志社外事專門學校合併至同志社大學，1952年專門學校廢止，同志社經濟的學校被結集在一起。1999年，正名為經濟學部經濟學科。
課程的構成以專門科目（基本上是每週2節、共4個單位的課堂）為主，另外包括1年生春學期必修、少人數制研討班形式的基礎研討班。正式的研討班則可於2年級秋學期開始修讀，但並非必修。因此，畢業論文也並非必修。研討班的人數大概為50人，然而每個研究班的人數差異很大。現在1、2年級學生在京田邊校地上課，3、4年級學生在今出川校地上課，但計劃2013年度開始全學年統合至今出川校地。第2部已於2004年3月廢止，專修制則亦已於2005年4月廢止。

- 經濟學科

- 商學部
現在的商學部前身為1922年同志社專門學校再改編時設立的高等商學部。其後，1930年12月，同志社專門學校高商部改稱為同志社高等商業學校。1944年再改稱同志社經濟專門學校。1949年，同志社大學開設商學部，同志社經濟專門學校合併至同商學部，並於1952年廢校。1999年正名為商學院商學科。
1學年的人數約有1000人左右，因此以大規模的課堂為主。研討班可於3年級春學期開始修讀，但並非必修。因此，畢業論文也並非必修。商學部的課程是在2007年的「特色大學教育支援計劃」中，作為以學生和教員快樂地相遇為目標的導入教育～大規模學部中有組織地改善教育及其預計的効果～而被採用。現在1、2年級學生在京田邊校地上課，3、4年級學生在今出川校地上課，但計劃2013年度開始全學年統合至今出川校地。第2部已於2003年3月廢止。

- 商學科

- 政策學部
2004年，同志社大學相隔55年新增的學部。不傾向法學、經濟學、社會學等特定的分野，教授社會科學領域範圍廣的知識。所有學生在今出川校地（主要為新町校地）上課。

- 政策學科

- 文化情報學部
2005年開設的学部。學習收集、分析情報和解析文化的方法。學部招攬鳩山由紀夫作為客席教授和授課。所有學生均在京田邊校地上課。

- 文化情報學科

- 理工學部 （页面存档备份，存于）
現在的理工学部前身為1890年設立的同志社波理須理化學校。同校在1892年改稱同志社波理須理科学校，1897年再改名為同志社高等學部波理須理科學校。1904年，該校與同志社高等學部文科學校合併，根據専門學校令設立同志社專門學校，但於1912年廢止。1944年，同志社工業専門學校開立，設置電氣通信科、機械科、化學工業科。1949年，同志社大學設立工學部（電氣學科、機械學科、工業化學科），同志社工業専門學校合併至該校，並於1952年廢校。1954年開辦第二部夜校，設立電氣工學科、機械工學科和工業化學科。1962年，電氣學科改稱電氣工學科、機械學科改稱機械工學科。1963年3月第二部廢校，同年4月增設電子工學科、機械工學第二學科和化學工學科。1994年，工學部全體遷移至京田邊校地，並增設知識工學科、改組機械工學科為機械系統工學科、機械工學第二學科為能源機械工學科、工業化學科為機能分子工學科、化學工學科為物質化學工學科。
所有學生均在京田邊校地上課。2008年度由工學部改組至理工學部。

- 人工智能情報工學科

1994年，知識工學科設立。2006年，知識工學科改稱人工智能情報工學科。
- 情報系統設計學科

2004年度設立。
- 電氣工學科
- 電子工學科
- 機械系統工學科
- 能源機械工學科
- 機能分子・生命化學科

前身為1994年開設的機能分子工學科。2008年度改組為機能分子・生命化學科。
- 化學系統創成工學科

前身為1994年開設的物質化學工學科。2008年度改組為化學系統創成工學科。
- 環境系統學科

2004年度開設。
- 數理系統學科

2008年度開設
- 生命醫學科學部 （页面存档备份，存于）
所有學年學生在京田邊校地上課。2008年度開設。

- 醫工學科
- 醫情報學科
- 醫生命系統學科

- 運動健康科學部
所有學年學生在京田邊校地上課。2008年度開設。

- 運動健康科学科

- 國際交流學院
2010年度開設。

- 國際交流學科

- 英語專修
- 中文專修
- 日語專修

#### 研究院
- 神學研究科（前期・後期）

1950年開設修士課程，1953年開設博士課程。日本歷史最長的神學教育機關。
- 神學主修

- 聖經神學研究專修
- 歷史神學研究專修
- 組織神學研究專修
- 實践神學研究專修
- 一神論跨學科研究專修

- 文學研究科（前期・後期）

1950年開設修士課程，1953年開設博士課程。2005年度分為文學研究科和社會學研究科。
- 哲學主修
- 英文學・英語學主修

2005年度由英文學主修改稱。
- 文化史學主修
- 國文學主修
- 美學藝術學主修

- 心理學研究科

2009年度起，文學研究科心理學主修改組為心理學研究科。
- 社會學研究科（前期・後期）

- 2005年度由文學研究科分割出來。
- 社會福祉學主修

1950年作為日本最初的研究院開設社會福祉學主修。
- 媒體‧新聞‧傳播學主修

2005年度由新聞學主修改稱。
- 教育學主修
- 社會學主修
- 産業關係學主修

- 法學研究科（前期・後期）

1950年開設修士課程、1953年開設博士課程。
- 政治學主修
- 私法學主修
- 公法學主修

- 經濟學研究科

1950年開設修士課程、1953年開設博士課程。
- 理論經濟學主修（前期）
- 應用經濟學主修（前期）
- 經濟政策主修（後期）

- 商學研究科（前期・後期）

1950年開設修士課程、1953年開設博士課程。
- 商學主修

- 工學研究科（前期・後期）

1955年開設修士課程。
- 情報工學主修

2008年度由知識工學主修改組。
- 電氣電子工學主修

2008年度由電氣工學主修改組。
- 機械工學主修
- 工業化學主修
- 數理環境科學主修

- 文化情報學研究科（前期・後期）

2007年度開設博士課程（前期）、博士課程（後期）。
- 文化情報學主修

- 美國研究科（前期・後期）

1991年度開設日本最初獨立成科的美國研究修士課程。1993年度改稱修士課程為博士課程（前期）、增設博士課程（後期）。2010年停止招生。
- 美國研究主修

- 綜合政策科學研究科（前期・後期）

- 綜合政策科學主修

- 公共政策專修
- 企業政策專修
- 國際政策專修
- 技術・革新的經營(TIM)研究專修

2008年度新增前期課程
- 社會創新研究主修
- 人類安全研究主修

- 生命醫學科學研究科（前期・後期）

2008年度開設。
- 生命醫學科學主修

- 醫學工學主修
- 醫學生命系統主修

- 腦科學研究科（一貫制博士）

2012年度開設五年一貫制博士課程。
- 發展老化腦主修

- 運動健康科学研究科

2010年度開設。
- 國際交流研究科

2010年度開設。
- 司法研究科（專業學位課程、法科研究院）

2004年度開設。學生於室町校地的寒梅館上課。寒梅館設有模擬法廷、24小時開放的自修室。2007年度日本新司法考試的合格者數雖然位列日本全國第9位，但是相對報考人數的161人，只有57人合格，合格率只有35.0%。
- 商務研究科（專業學位課程）

2004年度開設。2009年秋季起設立全英語授課的環球MBA課程。

#### 別科（已於2016年停招）
- 留學生別科（日語及日本文化教育中心）

同志社大學的留學生別科針對希望進入日本大學本科階段以及研究生階段學習的外國學生而設立，並以這些外國學生為對象進行日語授課，幫助他們加深對日本文化的理解。在教學方面，每學期因應日語能力編班，共有8級；並以日文、英文為中心教導日本文化與社會的相關事情，下午實地演練等。留學生別科的學生可與同志社大學的一般學生一起利用學校的設備，2005年度開始，更進一步設立從留學生別科推薦入學至同志社大學的新制度。留學生別科已於2016年度起停止招生。

#### 短期大學部
同志社大學在1950年至1958年曾設立同志社大學短期大學部。全部學科均為夜間部，並其後各自改組為II部。

#### 附屬機關

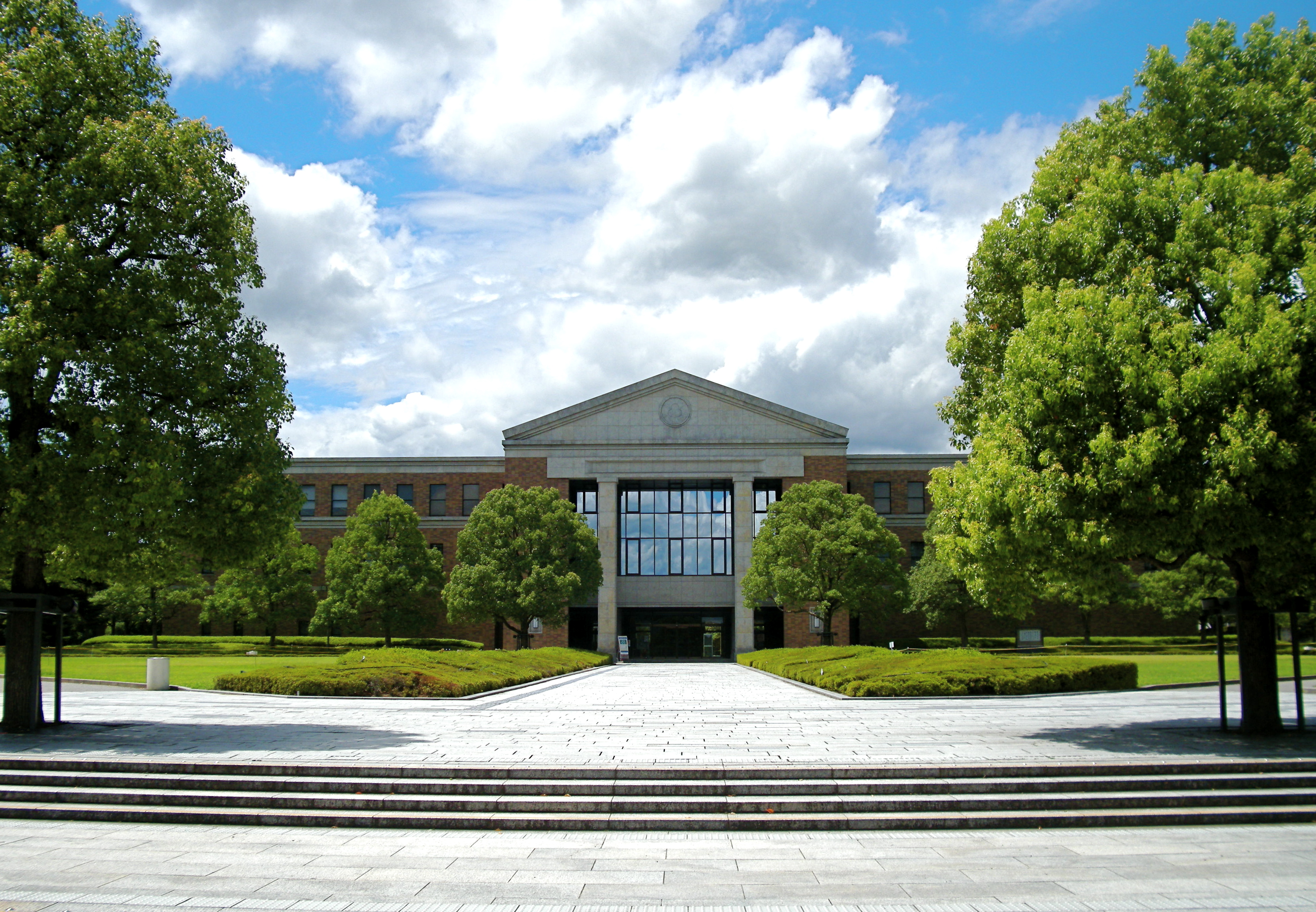
京田邊校區的圖書館

同志社大學有各類附屬機關，包括研究所、圖書館和資料館等。

##### 研究所
- 今出川校地
  - 人文科學研究所

1944年以「同志社大學研究所」的名稱設置。1957年改名為人文科學研究所。
- - 美國研究所
1991年設置。
  - 全球商務研究中心 (RCWOB:Research Center for Worldwide Business)
  - 一神教跨學科研究中心 (CISMOR)
  - 人類安全研究中心
  - 社會共通資本研究中心 (SCCRC)
  - 媒體及傳播研究中心
  - 心靈生涯發達研究中心（こころの生涯発達研究センター）
  - 感情、壓力及健康研究中心（感情・ストレス・健康研究センター）
  - 再生醫療研究中心
  - 社會及藝術國際研究中心（社会・芸術国際研究センター）
  - 日韓地方自治研究中心（日韓地方自治研究センター）
- 室町校地
  - 技術、企業及競爭力研究中心  (ITEC)
  - 日本法人法研究中心
  - 歐盟研究中心（EU研究センター）
- 新町校地
  - 現代亞洲研究中心（現代アジア研究センター）
- 京田邊校地
  - 理工學研究所
  - 竹資源研究及開發中心
  - 仿生學研究中心 (BMRC)
  - 能源轉換系統研究中心
  - 知能情報研究中心（知能情報研究センター）
  - 醫學工學研究中心（医工学研究センター）
  - 防老化研究中心（アンチエイジングリサーチセンター）
  - 語言文化教育研究中心（言語文化教育研究センター）
  - 生命醫學科學研究中心（生命医科学研究センター）
  - 複合材料研究中心（複合材料研究センター）
  - 界面現象研究中心（界面現象研究センター）
  - 生命導航研究中心（バイオ・ナビゲーション研究センター）
  - 基建研究中心（インフラストラクチャー研究センター）
  - 電磁能源應用研究中心（電磁エネルギー応用研究センター）
  - 熱音響技術研究中心（熱音響技術研究センター）
  - 納米科學研究中心（ナノサイエンス研究センター）
  - 生物標記研究中心（バイオマーカー研究センター）
- 學研都市校地
  - 微粒子科學技術研究中心（微粒子科学技術研究センター）
  - 嬰兒學研究中心（赤ちゃん学研究センター）

2008年10月開設。心理學部的主要施設，是日本首個同類設施。

## 設施
位於京都中心的同志社大學擁有兩個校園、超過24,000人的學生在學系或研究院學習。作為同志社大學誕生地的「今出川校園」，位於京都御所正對著的位置，擁有歷史上及建築學上重要的眾多知名建築物。「京田邊校園」的學生，在人口密度高的日本難得地享受到優美的教育環境。寬闊的校園處於美麗的大自然之中，環境清靜最適宜學習。

### 所在地
- 今出川校地（日语：同志社大学今出川キャンパス）（〒602-8580 京都府京都市上京区今出川通烏丸東入玄武町601番地・35°01′48.3″N 135°45′38.8″E / 35.030083°N 135.760778°E）
- 新町校地（日语：同志社大学新町キャンパス）（〒602-00xx 京都府京都市上京区新町通今出川上ル・35°01′52.4″N 135°45′20.5″E / 35.031222°N 135.755694°E）
- 室町校地（日语：同志社大学室町キャンパス）（寒梅館）（〒602-0023 京都府京都市上京区烏丸通上立売下ル御所八幡町103・35°01′53.8″N 135°45′31.5″E / 35.031611°N 135.758750°E）
- 京田邊校地（日语：同志社大学京田辺キャンパス）（〒610-0394 京都府京田辺市多々羅都谷1-3・34°48′08.7″N 135°46′18.1″E / 34.802417°N 135.771694°E）
- 学研都市校園（〒619-0225 京都府木津川市木津川台4丁目1-1・34°44′51.5″N 135°47′09.3″E / 34.747639°N 135.785917°E）
- 多多羅校區（〒610-0321 京田辺市多々羅西平川原39-16・34°47′21.9″N 135°46′01.8″E / 34.789417°N 135.767167°E）
- 大阪衛星校區（ビジネス研究科）（〒530-0001 大阪市北區梅田2-1-22 桜橋アストリアビル9F・34°42′01.9″N 135°29′52.4″E / 34.700528°N 135.497889°E）
- 東京辦公室（〒100-0004 東京都千代田区大手町2丁目6番2号 日本ビルジング5階566区・35°40′37.5″N 139°46′14.9″E / 35.677083°N 139.770806°E）

## 對外交流
同志社提倡國際主義以實行「良心」教育，積極拓展與海外的各項交流。
以國際主義為建學精神的同志社大學具有學習異文化的悠久傳統。在1951年到1987年期間，同志社大學共同主辦了京都美國研究夏季研討會。並且在1972年開始了AKP(Associated Kyoto Program)。在此項目中，每年的9月份從美國15所文科大學派40名學生訪問同志社，在日本學習學系3年級的1年課程。

## 相關項目
- 日本大學排名
- 日本大学列表
- 關關同立

## 外部連結
- 同志社大學 （页面存档备份，存于）（日語）
- 同志社大學 （页面存档备份，存于） 繁體中文
- 同志社大學 （页面存档备份，存于） 簡體中文
- 同志社大學 （页面存档备份，存于） 英文
- 同志社大學 （页面存档备份，存于） 韩文